# Nevermore (együttes)
A Nevermore egy amerikai metal együttes, amely Seattle-ben alakult 1991-ben a Sanctuary nevű power metal zenekar romjain. A Nevermore számos metal stílust egyesít zenéjében, többek között a power metal, a thrash metal, a death metal, a progresszív és neo-klasszikus metal stílusjegyeit, melyet Warrel Dane énekes széles skálán mozgó, egyedi hangja tesz még változatosabbá. Az együttes 2000-ben megjelent Dead Heart in a Dead World című albumával tört ki végleg a metal-undergroundból és azóta meghatározó szereplői a műfajnak.
2011. április 21-én az alapító gitáros, fő dalszerző Jeff Loomis, valamint a dobos Van Williams bejelentették, hogy elhagyják a Nevermore-t. 2017. december 13-án szívrohamban elhunyt Warrel Dane énekes.

## Történet

### 1987 – 1991: Előzmények
A Nevermore-t alapító Warrel Dane énekes és Jim Sheppard basszusgitáros az 1980-as évek második felében a Sanctuary együttesben zenéltek. A zenekart a Megadeth gitárosa Dave Mustaine fedezte fel és segített nekik a multinacionális CBS/Epic kiadóhoz szerződni, ahol két albumuk jelent meg. Az átlagos színvonalú 1987-es bemutatkozó album után az Into the Mirror Black a technikás agresszív Bay Area-i thrash metal és az európai ízű dallamos power metal összeolvasztásával már előrevetítette azt a zenei világot, amely a Nevermore-t a mai napig jellemzi. A második album lemezbemutató turnéján csatlakozott a Sanctuaryhoz második gitárosként Jeff Loomis, akit korábban Dave Mustaine is meghallgatott, amikor a Megadeth új gitárost keresett, de az akkor 17 éves Loomis túl fiatalnak bizonyult a munkára.
A Sanctuary tagjain ekkoriban már folyamatos volt a nyomás a lemeztársaság részéről, hogy próbáljanak az aktuális trendeknek megfelelően a grunge stílus felé elmozdulni. A jövőbeli zenei irányvonal megválasztása feszültséget szült a tagok között, amely végül oda vezetett, hogy a Sanctuary feloszlott. Dane, Sheppard valamint Loomis együtt maradtak és megalapították a Nevermore-t.

### 1992–1996:NevermoreésIn Memory
A Nevermore-hoz Mark Arrington dobos csatlakozott negyedikként és a csapat Neil Kernon producer segítségével felvette az Utopia című tízszámos demót. Az Epic Records továbbra is egy grunge anyagot várt volna az együttestől, ezért a Nevermore más kiadókkal is kapcsolatba lépett. Közben Arrington helyére Van Williams érkezett, akivel további felvételeket készítettek. Amikor a Century Media kiadó meghallotta a demókat azonnal lemezszerződést ajánlott a Nevermore-nak. Az 1995-ben megjelent debütáló Nevermore albumot a Neil Kernonnal készített felvételekből állították össze. Az album az utolsó Sanctuary-lemez egyenes folytatása volt, a thrash és power metal kiváló ötvözete, megfűszerezve Loomis progresszív gitárjátékával, Williams húzós tempóival, Dane drámai énekstílusával és időnként filozofikus mélységű dalszövegeivel. Az együttes történetének első videóklipjét a "What Tomorrow Knows" dalra forgatták.
A lemezbemutató turnén csatlakozott a zenekarhoz Pat O’Brien gitáros is, akivel így öt főre nőtt a Nevermore tagsága. Európában a Blind Guardian előzenekaraként játszottak, Amerikában pedig Chuck Schuldiner zenekarával a Death-vel koncerteztek. A turnéról hazatérve azonnal nekiláttak a következő album felvételeinek Neil Kernon producerrel. Ekkor rögzítették egy Judas Priest tribute-album számára a brit heavy metal legenda "Love Bites" című 1984-es dalának feldolgozását is.
A Century Media közben elhatározta, hogy a nyári metal fesztiválokra újra Európába küldi az együttest és a fellépések promóciójához egy mini-album összeállítását kérték a Nevermore-tól. Ez lett az ötszámos In Memory EP, amely az új nagylemez irányvonalát bemutató "Optimist or Pessimist" mellett a debütáló albumról lemaradt dalok új változatát és két egymásba olvasztott Bauhaus-dal feldolgozását is tartalmazta. Az In Memory megjelenésével közel egyidőben a Nevermore 100.000 ember előtt mutatkozott be a korszak legnagyobb európai metal seregszemléjén, a hollandiai Dynamo Open Air fesztiválon.

### 1996–1998:The Politics of Ecstasy
Az 1996 novemberében megjelent The Politics of Ecstasy című második nagylemez a Nevermore technikai tudását csillogtatta meg. Ez volt az első Nevermore album, melyet teljes egészében Van Williams dobolt fel, aki ennek megfelelően igazán elemében volt. Komplex játéka meghatározó a lemezen. A virtuóz Jeff Loomis is méltó társat kapott Pat O'Brien személyében, akinek súlyos ritmusgitározása új dimenziót nyitott a zenekar számára. A lemez elkészülte után azonban a death metal rajongó O'Brien kilépett a csapatból, hogy csatlakozzon a Cannibal Corpse-hoz, ami régi vágya volt a gitárosnak. Utódja a Forbiddenből érkező Tim Calvert lett. Európában az Iced Earth előzenekaraként lezajló lemezbemutató turnén már ő játszott az együttesben.
A koncertek energikus előadásai és a The Politics of Ecstasy album death-thrash-doom-power vegyületként leírható számai rengeteg új rajongót szereztek a Nevermore-nak az undergroundban. A szélsőséges vokális megoldásokat felvonultató Warrel Dane sötét hangulatú dalszövegei között ezúttal direkt politikai témájúak is felbukkantak és az egész anyag jóval fenyegetőbb, súlyosabb lett, mint elődje. A lemez címét az 1960-as években LSD guruként hírhedtté vált Timothy Leary azonos című könyvétől kölcsönözték. Az album promotálására a "Next in Line" dalhoz készítettek klipet.
A következő másfél évet turnézással töltötte a Nevermore. Európában ismét az Iced Earth társaságában koncerteztek, Amerikában pedig a Flotsam And Jetsam volt a partnerük. 1998 nyarán az Overkill előzenekaraként első alkalommal léptek fel Budapesten, ahol az első két album dalai mellett a készülő új nagylemezről is játszottak.

### 1999–2000:Dreaming Neon Black
A Nevermore harmadik nagylemeze 1999 januárjában jelent meg. Az ismét Neil Kernon producer segítségével rögzített anyag jóval lassabb és érzelmesebb lett, mint elődje. Ennek fő oka, hogy a Dreaming Neon Black egy koncept-album, mely az énekes Warrel Dane egyik korábbi szerelmi kapcsolatáról szól. A történet szerint barátnője halála után a főszereplőt hallucinációk gyötrik és lassan belesüllyed az őrületbe. Az egyes dalok az ő lelki állapotát tükrözik és ennek megfelelően egy kevésbé virtuóz, sokkal drámaibb és hangulatilag meglehetősen változatos lemez született. A Dreaming Neon Black kivételes alkotás a Nevermore életműben, megosztja a rajongótábort. Sokak egyik nagy kedvence, míg mások szerint ez a legkevésbé sikerült Nevermore-album. Ennek ellenére számos szaklapban az Év Albumának választották.

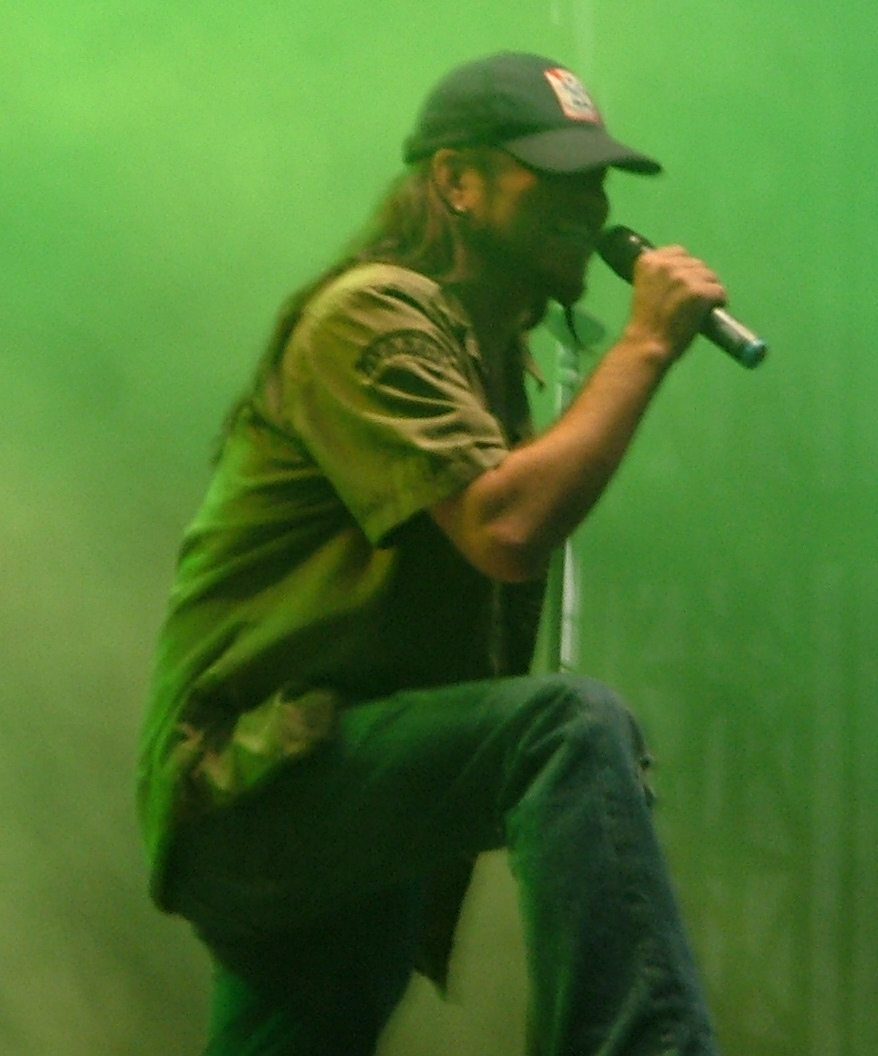
Warrel Dane a színpadon, 2007.

A lemez megjelenését újabb maratoni hosszúságú koncertsorozat követte. Turnéztak a Mercyful Fate, az Arch Enemy, az Opeth és újra csak az Iced Earth társaságában. Egy teljes évnyi koncertezés után, 2000 elején a frissen megnősült Tim Calvert kilépett a zenekarból. A csapat pedig úgy döntött, hogy nem keresnek azonnal másodgitárost, előbb négyesben megírják és felveszik a következő albumot.

### 2000–2002:Dead Heart in a Dead World
A negyedik albumra egy másfajta hangzást akart a Nevermore és szakítottak Neil Kernonnal, és az új anyagot végül Andy Sneap producer segítségével vették fel. A 2000 októberében megjelent Dead Heart in a Dead World tökéletes arányban tartalmazza a Nevermore zenei világának karakteres elemeit: a súlyos riffeket, a virtuóz szólókat, a lüktető és komplex ritmusjátékot, valamint az emlékezetes énekdallamokat. Loomis első ízben ezen a lemezen használt héthúros gitárt a felvételeknél. A lemez nagy slágerei az olyan power metal balladák, mint a "The Heart Collector” vagy a kislemezen is kiadott, klipes "Believe in Nothing". Az album nagy meglepetése a Simon & Garfunkel-dal "The Sound of Silence" kíméletlen átdolgozása, amely nagy közönségkedvenc lett. És nem csak ez a dal, hanem a teljes album, amely első alkalommal került fel a lemezeladási listákra, ez pedig azt jelezte, hogy a Nevermore rajongótábora világszerte megnőtt. Az együttes népszerűségét meglovagolva a lemezkiadó pár héttel a hagyományos CD megjelenése után újra kiadta az albumot egy másfajta csomagolásban és három bónusz dallal, hogy a fanatikus rajongókról még egy kis pénzt bezsebeljenek.
A koncerteken Curran Murphy csatlakozott az együtteshez második gitárosként, aki már Pat O'Brien távozása idején is kisegítette a csapatot rövid ideig. Először Amerikában turnéztak a Fates Warninggal, aztán európai fellépések jöttek, ahol az Annihilatorral felváltva voltak a főzenekar, majd újra Amerikában játszottak a Savatage előtt. A koncerteken, köztük a 2001 márciusi budapesti állomás is, szinte a teljes Dead Heart... albumot eljátszották. 2001 novemberében Chris Broderick a Jag Panzer gitárosa érkezett a csapatba miután Murphy átigazolt az Annihilator soraiba. Murphy utolsó fellépése a Nevermore-ral a Century Media USA 10 éves jubileumi partiján történt Los Angelesben.
2002 elején a Nevermore-dobos Van Williams létrehozta Pure Sweet Hell nevű projektjét Christ Eichhorn gitárossal. A session-dobossal kiegészült duó egy év alatt rakta össze debütáló albumát (The Voyeurs of Utter Destruction as Beauty), amely azonban csak 2005-ben jelenhetett meg.

### 2003–2004: Enemies of Reality
A Nevermore kis pihenő után 2003 tavaszán látott neki a következő nagylemez felvételeinek. Az előző két albumon megszokott epikus hangvételnek nyoma sincs az Enemies of Reality című lemezen, melyet ismét négyesben rögzített az együttes. Ez a Nevermore történetének legdurvább lemeze. A producer ezúttal a korábbi Queensryche gitáros Kelly Gray volt, mivel Andy Sneap éppen az Arch Enemy következő albumán dolgozott. A végeredmény produkciós szempontból csalódást okozott. Hiába voltak a dalok ismét kiválóak, a finom részletek elvesztek a brutálisnak szánt, de masszaszerű, egysíkú hangzásban. Ennek ellenére az Enemies of Reality lett a legtöbb példányban elkelt Nevermore album.
A szeptember-októberi Európa-turnéra az Arch Enemy társaságában indultak el, de mire október 5-én Budapestre értek az Arch Enemy kiszállt a turnéból, így első ízben a Nevermore abszolút főbandaként játszott Magyarországon. A színpadon a másodgitáros posztját a Testamentből kölcsönvett Steve Smyth töltötte be. A novemberben startoló amerikai turnén három skandináv zenekar, a Dimmu Borgir, a Children Of Bodom és a Hypocrisy volt a partnerük. Smyth pedig bevált és 2004 áprilisában a Nevermore állandó tagja lett. A 2004 nyarára tervezett angliai fellépéseket azonban le kellett mondaniuk, mivel az énekes Warrel Dane egészségi állapota erősen megrendült a folyamatos alkoholizálás és egy rohamot kiváltó 2-es típusú diabetes miatt. Dane két hétig feküdt eszméletlenül a kórházban.
A Century Mediaval kötött öt albumra szóló lemezszerződés az Enemies of Reality elkészítésével járt le, és ez is közrejátszott abban, hogy kisebb költségvetéssel, nem a maximális támogatással vették fel az anyagot. Kelly Gray megbizatása is ennek a kényszerhelyzetnek volt köszönhető. Az, hogy a Nevermore megújítja szerződését a Century Mediaval, nem volt eleve eldöntött kérdés. Több ajánlat közül is választhattak, de végül maradtak a megszokott kiadónál és újabb három albumra hosszabbítottak. Az Enemies of Reality hangzásának hiányosságait orvosolandó Andy Sneap újrakeverte az albumot 2005-ben és a Century Media ismét kiadta a lemezt.

### 2005–2006:This Godless Endeavor
Steve Smyth hivatalos csatlakozásával az 1999-es Dreaming Neon Black óta első alkalommal dolgozott újra egy ötfős Nevermore a következő albumon. A This Godless Endeavor címre keresztelt album 2005 júliusában jelent meg és a megszokott Loomis/Dane szerzőpáros mellett a basszer Jim Sheppard és az új gitáros Steve Smyth is kivette részét a dalszerzésből. Most először a Nevermore történetében nem kerestek új utakat a zenében, így a hatodik nagylemez egyfajta összefoglalása lett eddigi pályafutásuknak és visszatértek az epikusabb hangvételhez. A lemez hangzásának kialakítását újra Andy Sneapre bízták. Az albumhoz két videóklipet is forgattak a "Born" és a "Final Product" dalokra. A Nevermore képi világához a kezdetektől hozzátartoztak Travis Smith borítógrafikái, ám ezúttal Hugh Syme (a Rush grafikusa) készítette a lemezborítót.

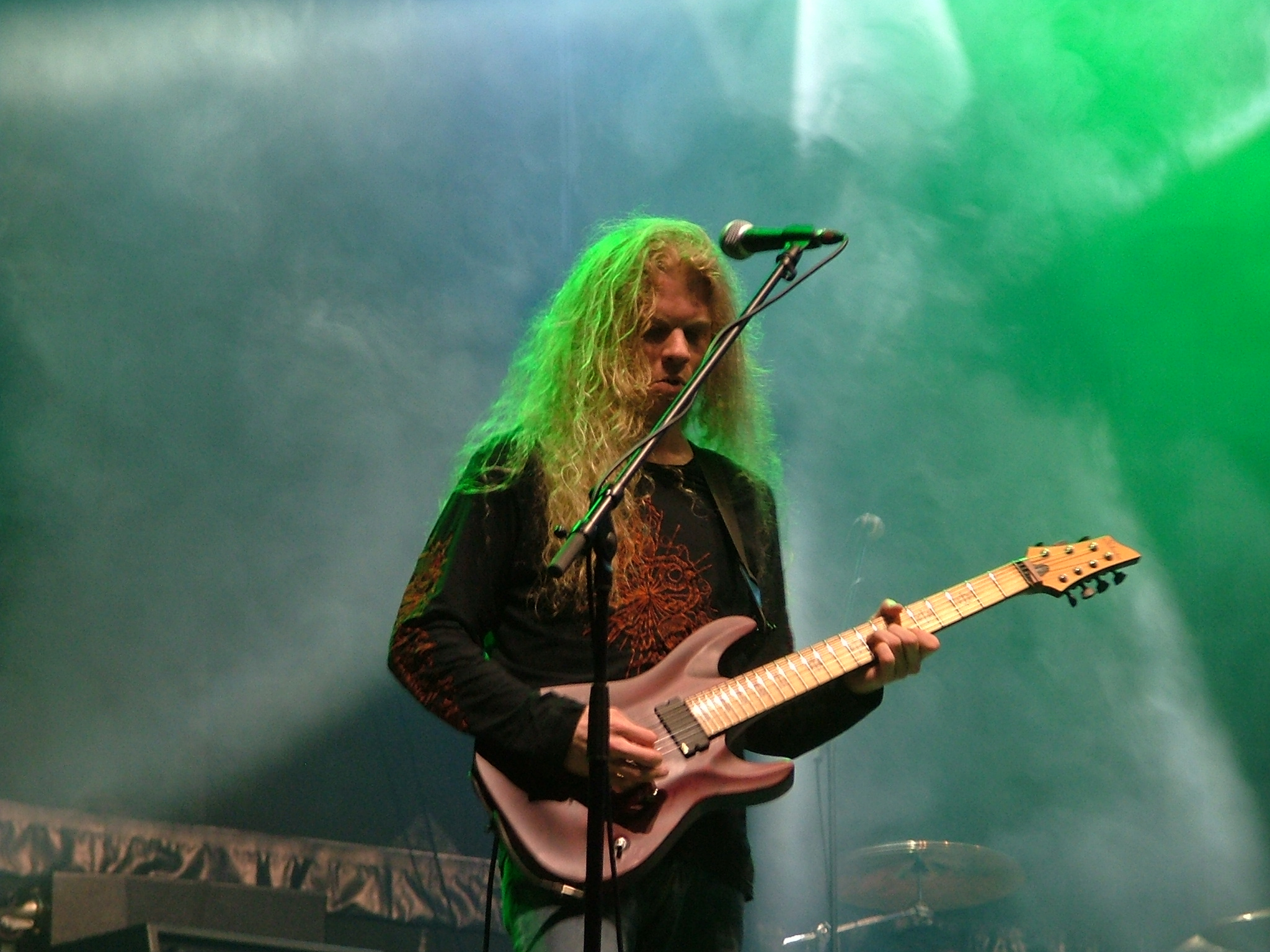
Jeff Loomis a színpadon, 2007.

A lemez megjelenésével egyidőben indult a Gigantour elnevezésű fesztiválturné az Egyesült Államokban, melyet a Megadeth-főnök Dave Mustaine szervezett és amelyre a Nevermore is meghívást kapott. Szeptember-októberben főzenekarként következett egy európai kör és egy újabb budapesti Nevermore-koncert, de az eddig megszokott klubok helyett már a jóval nagyobb befogadóképességű Petőfi Csarnokban. Az alkohol és a cukorbetegség okozta hasnyálmirigy problémából gyógyuló Warrel Dane itt még vészesen lesoványodva, beesett arccal állt színpadra, de fél évvel később, 2006 márciusában, ugyanitt a Metalmania fesztivál keretében adott koncertjükön már újra a régi formájában volt. A kettő között Észak-Amerikában turnéztak az Opeth-vel. 2006 áprilisában aztán újra az Egyesült Államok következett, ezúttal az In Flames vendégeként.
Dane korábbi betegsége után újabb egészségügyi problémák adódtak a zenekaron belül. Májusban előbb Jim Sheppard szorult komolyabb kezelésre 15 éve diagnosztizált Crohn-betegsége súlyosbodása miatt, majd nem sokkal később Steve Symth jelentette be, hogy végstádiumú veseelégtelenséget állapítottak meg nála. A színpadon a basszusgitáros posztját időlegesen James MacDonough (ex-Megadeth, Iced Earth) vette át Sheppardtól, míg Smyth helyén a régi barát Chris Broderick állt újra csatasorba. Sheppard visszatérése után a Nevermore első koncertvideójának felvételére készült. A 2006. szeptember 12-re Bochumba meghirdetett koncertet rögzítették volna, de Dane tüdőgyulladása miatt egy hónappal el kellett halasztani a koncertet és vele együtt a felvételt. Steve Smyth decemberben sikeres vese-transzplantáción esett át, de ezután már nem tért vissza a Nevermore-ba. Hivatalosan 2007. augusztus 30-án jelentették be, hogy Steve Smyth már nem tagja a Nevermore-nak, az indoklás szerint személyes és üzleti ellentétek miatt.

### 2007–2008:The Year of the Voyager
A 2007-es évet nagyrészt regenerálódással töltötte a zenekar, ami időt adott Warrel Dane és Jeff Loomis számára is, hogy első szólólemezeiken munkálkodjanak. Azért a nyári fesztiválszezonra átjöttek Európába és többek között a Sziget-fesztiválon is felléptek, igaz Jim Sheppard nélkül. A július 7-i firenzei Evolution-fesztiválos koncertjük érdekessége az volt, hogy Jim Sheppard helyén aznap este Joey Vera (Armored Saint, Fates Warning basszusgitáros) játszott.
Warrel Dane már 2006 elején dolgozni kezdett a szólóalbumán, mégpedig Peter Wichers (Soilwork) gitárossal és a Nevermore eredeti dobosával Mark Arringtonnal közösen. A végül 2008 tavaszán Praises to the War Machine címmel megjelent anyagot a stúdióban Dirk Verbeuren (Soilwork) dobolta fel. Az albumon jól hallható nyomot hagyott az énekes rajongása az olyan dark rock csapatok iránt, mint a The Sisters of Mercy, és ezzel sikerült elrugaszkodnia a Nevermore-lemezek megszokott hangulatától, azzal együtt, hogy mind Jeff Loomis, mind Chris Broderick szerepel vendégként egy-egy dalban.
Jeff Loomis szintén 2008-ban megjelent szólóalbuma zeneileg jóval közelebb áll a Nevermore világához. A Zero Order Phase című albumon régi ismerősök működtek közre. A dalokat Mark Arrington dobolta fel, míg a produceri feladatokat Neil Kernon, a Nevermore korai albumainak producere látta el, de egy szóló erejéig a régi társ Pat O'Brien is feltűnik a lemezen.
Több mint egy év csúszással jelent meg 2008 őszén a Nevermore első DVD kiadványa a The Year of the Voyager, amelynek gerincét a 2006. október 11-én Bochumban rögzített koncertjük adja, de a This Godless Endeavor album turnéjának korábbi állomásain készült felvételek és az összes eddigi Nevermore-klip is szerepel a videón. Ezzel együtt a 2006-os koncert teljes hanganyaga CD-n is kiadásra került.

### 2009–2010:The Obsidian Conspiracy
2009 márciusában a Century Media Manifesto of Nevermore címmel válogatásalbumot adott ki a zenekar elmúlt 15 évének dalaiból. 2009-et a következő Nevermore stúdióalbum megírásának és felvételének szentelte a zenekar. Májusban bejelentették, hogy a The Obsidian Conspiracy címet viselő hetedik nagylemez várhatóan 2010 elején lát majd napvilágot. Az album producere ezúttal nem Andy Sneap volt, hanem az a Peter Wichers, aki Warrel Dane szólóalbumán szerzőtársként, gitárosként és hangmérnökként is dolgozott. A stúdiózást augusztusban kezdte meg az együttes, és a kész dalok keverését Andy Sneap végezte.
A legutóbbi album 2010 május 31-én jelent meg Európában, és június 8-án Észak-Amerikában. A nyári fesztiválokon mutatták be először élőben a The Obsidian Conspiracy dalait. A turnén a magyar Vörös Attila a Nevermore másodgitárosa Jeff Loomis oldalán.

### Feloszlás
2011. április 21-én az alapító gitáros, fő dalszerző Jeff Loomis, valamint Van Williams dobos bejelentették, hogy elhagyják a Nevermore-t. Loomis 2012-ben kiadta második szólóalbumát (Plains of Oblivion), Warrel Dane énekes és Jim Sheppard basszusgitáros pedig korábbi zenekarukkal, a Sanctuaryval készítettek új nagylemezt, ami 2014-ben jelent meg (The Year the Sun Died). Van Williams dobos több projektben is készített lemezeket a következő években: Pure Sweet Hell, Ashes of Ares, Ghost Ship Octavius.
2017. december 13-án Warrel Dane szívrohamban elhunyt, miközben második szólóalbumán dolgozott São Pauloban.

## Tagok
Utolsó felállás
- Warrel Dane – ének (1991–2017)
- Jim Sheppard – basszusgitár (1991–2017)
- Jeff Loomis – gitár (1991–2011)
- Van Williams – dobok (1995–2011)

Korábbi tagok
- Mark Arrington – dobok (1991–1994)
- Pat O’Brien – ritmusgitár (1995–1997)
- Tim Calvert – szóló- és ritmusgitár (1997–2000)
- Steve Smyth – szóló- és ritmusgitár (2004–2007)

Kisegítő zenészek
- Curran Murphy – ritmusgitár (2000-2001, 2003–2004)
- Chris Broderick – szóló- és ritmusgitár (2001-2003, 2006, 2007)
- James MacDonough – basszusgitár (2006)
- Tim Johnston – basszusgitár (2007)
- Vörös Attila – szóló- és ritmusgitár (2010-2011)

## Diszkográfia
Stúdióalbumok
- 1995 – Nevermore
- 1996 – In Memory (EP)
- 1996 – The Politics of Ecstasy
- 1999 – Dreaming Neon Black
- 2000 – Dead Heart in a Dead World
- 2003 – Enemies of Reality
- 2005 – This Godless Endeavor
- 2010 – The Obsidian Conspiracy

Egyéb kiadványok
- 1992 – Utopia (demo)
- 1994 – Demo 1994 (demo)
- 2000 – Believe in Nothing (kislemez)
- 2008 – The Year of the Voyager (DVD)
- 2009 – Manifesto of Nevermore (válogatás)